# Opa Nguette
Opa Nguette (sinh ngày 8 tháng 7 năm 1994) là một cầu thủ bóng đá chuyên nghiệp hiện tại đang thi đấu ở vị trí tiền vệ tấn công hoặc tiền đạo cho Đội tuyển bóng đá quốc gia Sénégal. Nguette là một cầu thủ quốc tế trẻ của Pháp, đã từng đại diện cho đất nước này ở cấp độ U-18 tới cấp độ U-20, trước khi chuyển sang đầu quân cho đội tuyển Sénégal.

## Sự nghiệp thi đấu

### Mantes
Nguette bắt đầu sự nghiệp chơi bóng của mình khi chơi cho câu lạc bộ quê hương, Mantes ở cấp độ nghiệp dư ở Championnat de France amateur, hạng 4 của bóng đá Pháp. Trong mùa giải 2011–12, anh ra mắt Mantes vào ngày 13 tháng 8 năm 2011, trong một trận đấu gặp Les Herbiers.

### Valenciennes
Một tuần sau, anh rời Mantes để ký hợp đồng "khát vọng" (thanh niên) với câu lạc bộ chuyên nghiệp Valenciennes. Anh ra mắt chuyên nghiệp cho đội bóng vào ngày 11 tháng 8 năm 2012, khi vào sân thay người trong chiến thắng 1–0 trước Troyes.

## Sự nghiệp quốc tế
Là một cầu thủ trẻ từng đại diện cho Pháp, Nguette ra mắt quốc tế cho Sénégal vào ngày 23 tháng 3 năm 2017, trong trận hòa 1-1 trước Nigeria.

## Thống kê sự nghiệp

### Câu lạc bộ
Tính đến 30 tháng 7 năm 2020
| Câu lạc bộ          | Mùa giải            | Giải đấu            | Giải đấu | Giải đấu | Cúp  | Cúp | Châu Âu | Châu Âu | Tổng cộng | Tổng cộng |
| Câu lạc bộ          | Mùa giải            | Hạng                | Trận     | Bàn      | Trận | Bàn | Trận    | Bàn     | Trận      | Bàn       |
| ------------------- | ------------------- | ------------------- | -------- | -------- | ---- | --- | ------- | ------- | --------- | --------- |
| Mantes              | 2011–12             | CFA                 | 1        | 0        | 0    | 0   | —       | —       | 1         | 0         |
| Valenciennes B      | 2011–12             | CFA                 | 15       | 2        | —    | —   | —       | —       | 15        | 2         |
| Valenciennes B      | 2012–13             | CFA                 | 8        | 3        | —    | —   | —       | —       | 8         | 3         |
| Valenciennes B      | Tổng cộng           | Tổng cộng           | 23       | 5        | 0    | 0   | 0       | 0       | 23        | 5         |
| Valenciennes        | 2012–13             | Ligue 1             | 19       | 3        | 2    | 0   | —       | —       | 21        | 3         |
| Valenciennes        | 2013–14             | Ligue 1             | 10       | 0        | 0    | 0   | —       | —       | 10        | 0         |
| Valenciennes        | 2014–15             | Ligue 2             | 23       | 4        | 5    | 1   | —       | —       | 28        | 5         |
| Valenciennes        | 2015–16             | Ligue 2             | 14       | 1        | 0    | 0   | —       | —       | 14        | 1         |
| Valenciennes        | Tổng cộng           | Tổng cộng           | 66       | 8        | 7    | 1   | —       | —       | 73        | 9         |
| Metz                | 2016–17             | Ligue 1             | 33       | 2        | 4    | 1   | —       | —       | 37        | 3         |
| Metz                | 2017–18             | Ligue 1             | 17       | 0        | 3    | 0   | —       | —       | 20        | 0         |
| Metz                | 2018–19             | Ligue 2             | 33       | 7        | 3    | 0   | —       | —       | 36        | 7         |
| Metz                | 2019–20             | Ligue 1             | 26       | 5        | 2    | 0   | —       | —       | 28        | 5         |
| Metz                | Tổng cộng           | Tổng cộng           | 109      | 14       | 12   | 1   | —       | —       | 121       | 15        |
| Tổng cộng sự nghiệp | Tổng cộng sự nghiệp | Tổng cộng sự nghiệp | 199      | 27       | 16   | 2   | 0       | 0       | 218       | 29        |

## Bàn thắng quốc tế
Tỷ số và kết quả liệt kê bàn thắng đầu tiên của Sénégal, cột điểm cho biết điểm số sau mỗi bàn thắng của Nguette.
| #  | Thời gian            | Địa điểm                                           | Đối thủ      | Ghi bàn | Kết quả | Giải đấu                                     |
| -- | -------------------- | -------------------------------------------------- | ------------ | ------- | ------- | -------------------------------------------- |
| 1. | 14 tháng 11 năm 2017 | Sân vận động Léopold Sédar Senghor, Dakar, Sénégal | Nam Phi      | 1–0     | 2–1     | Vòng loại giải vô địch bóng đá thế giới 2018 |
| 2. | 13 tháng 11 năm 2020 | Stade Lat-Dior, Thiès, Sénégal                     | Guiné-Bissau | 2–0     | 2–0     | Vòng loại Cúp bóng đá châu Phi 2021          |